# Pycnothele modesta
Pycnothele modesta är en spindelart som först beskrevs av Rita Delia Schiapelli och Gerschman 1942.  Pycnothele modesta ingår i släktet Pycnothele och familjen Nemesiidae. Inga underarter finns listade i Catalogue of Life.